# Кесова Гора
Кесова Гора (рус. Кесова Гора) насељено је место са административним статусом варошице (рус. посёлок городского типа) у европском делу Руске Федерације и административни центар Кесовогорског рејона смештеног на крајњем истоку Тверске области. 
Према проценама националне статистичке службе, у вароши је 2013. живело 3.797 становника.
Најважнија знаменитост у вароши је православна црква Светог Николе из 1800. године.

## Географија
Варошица је смештена на крајњем истоку Тверске области, на обалама реке Кашинке (леве притоке реке Волге), на око 32 км северно од града Кашина, 50 километара југоисточно од града Бежецка и на око 180 км источно од административног центра области, града Твера. 
Варошица лежи на месту где пространа Горњоволшка низија прелази у благо заталасано моренско побрђе Бежецког врха.
Кроз варошицу пролази друмски правац Кашин—Кесова Гора—Бежецк.

## Историја
Први писани помен насеља по имену Киасова Гора потиче из летописа из 1238. године. Само порекло имена насеља није тачно познато, али претпоставља се да је име настало од угро-финске речи за глиновити терен. Све до половине XIX века насељем су као наследним поседом управљали кђазови из породице Прозоровски. У почетку је било у границама Новгородске државе, а касније постаје делом Руске Империје, са статусом парохијског центра у Кашинском округу. 
Током XVIII и XIX века Кесова Гора је била значајан трговачки центар у којем су се 4 пута годишње одржавали трговачки сајмови. По подацима из 1783. село је имало 770 становника и 330 грађевина. Године 1859. у састав села улазе и оближња имања Красни, Зајачи и Грачи са своја 1.272 становника у 214 домаћинстава. 
Године 1929. постаје административним центром новоуспостављеног Кесовогорског рејона Московске области (од 1935. Калињинске области). Садашњи административни статус носи од 1975. године.

## Демографија
Према подацима са пописа становништва 2010. у вароши је живело 3.877 становника, док је према проценама за 2013. ту живело 3.797 становника.
| 1897. | 1959. | 1970. | 1979. | 1989. | 2002. | 2010. | 2014. |
| ----- | ----- | ----- | ----- | ----- | ----- | ----- | ----- |
| ---   | ---   | ---   | ---   | 4.208 | 4.076 | 3.877 | 3.797 |